# Puchar Azji w Piłce Nożnej Kobiet 2010
Puchar Azji w piłce nożnej kobiet 2010 odbył się w dniach od 19 maja do 30 maja 2010 r. w Chinach. Zwycięzcą turnieju została drużyna Australii, wicemistrzem zespół Korei Północnej, trzecie miejsce zajęła Japonia. Te trzy drużyny, tym samym uzyskały awans do Mistrzostw Świata kobiet, które odbyły się w 2011 roku w Niemczech

## Kwalifikacje
5 najwyżej sklasyfikowanych drużyn AFC zostało bezpośrednio zakwalifikowanych do mistrzostw. Pozostałe 11 zespołów musiało rozegrać eliminacje do turnieju. Najsłabsze 5 zespołów eliminacje zaczęły od pierwszej rundy kwalifikacyjnej określającej 3 drużyny, które weszły do rundy drugiej eliminacji, gdzie spotkały się z sześcioma rozstawionymi już drużynami. W drugiej rundzie zespoły podzielone zostały na 3 grupy po 3 drużyny. Zwycięzcy grup zostali zakwalifikowani do turnieju finałowego. Do mistrzostw zakwalifikowały się następujące drużyny:

### Bezpośredni awans
- Korea Północna
- Chiny
- Australia
- Japonia
- Korea Południowa

### Awans przez kwalifikacje
- Mjanma
- Tajlandia
- Wietnam

## Faza Grupowa
Do Fazy Pucharowej awansowały drużyny z dwóch pierwszych miejsc z każdej z grup.

### Grupa A
| Zespół         | Pkt | M | W | R | P | Br+ | Br- | +/- |
| -------------- | --- | - | - | - | - | --- | --- | --- |
| Japonia        | 9   | 3 | 3 | 0 | 0 | 14  | 1   | +13 |
| Korea Północna | 6   | 3 | 2 | 0 | 1 | 6   | 2   | +4  |
| Tajlandia      | 3   | 3 | 1 | 0 | 2 | 2   | 7   | -5  |
| Mjanma         | 0   | 3 | 0 | 0 | 3 | 0   | 12  | -12 |

| 20 maja 2010 16:00 UTC+8:00 | Korea Północna · Jon Myong-hwa 1' · Kim Yong-ae 2' · Jo Yun-mi 73' | 3:02:0raport | Tajlandia | Chengdu Sports Centre, Chengdu · Widzów: 260 · Sędzia: Bentla D'Coth Indie |
|                             |                                                                    |              |           |                                                                            |

| 20 maja 2010 19:30 UTC+8:00 | Japonia · Azusa Iwashimizu 4' · Homare Sawa 10' 71' · Mami Yamaguchi 28'(k.) 60' · Aya Sameshima 50' · Aya Miyama 54' · Megumi Kamionobe 85' | 8:03:0raport | Birma | Chengdu Sports Centre, Chengdu · Widzów: 360 · Sędzia: Hong Eun-ah Korea Południowa |
|                             | |              |       |                                                                                     |

| 22 maja 2010 16:00 UTC+8:00 | Tajlandia | 0:40:3raport | Japonia · Megumi Takase 28' · Manami Nakano 42' · Rumi Utsugi 45+3' · Kozue Ando 55' | Chengdu Sports Centre, Chengdu · Widzów: 550 · Sędzia: Bentla D'Coth Indie |
|                             |           |              |                                                                                      |                                                                            |

| 22 maja 2010 19:30 UTC+8:00 | Birma | 0:20:1raport | Korea Północna · Yun Song-mi 17' · Jo Yun-mi 84' | Chengdu Sports Centre, Chengdu · Widzów: 360 · Sędzia: Wang Jia Chiny |
|                             |       |              |                                                  |                                                                       |

| 24 maja 2009 16:00 UTC+8:00 | Korea Północna · Ra Un-sim 70' | 1:20:2raport | Japonia · Kozue Ando 4' · Yuki Nagasoto 14' | Chengdu Sports Centre, Chengdu · Widzów: 400 · Sędzia: Hong Eun-ah Korea Południowa |
|                             |                                |              |                                             |                                                                                     |

| 24 maja 2010 16:00 UTC+8:00 | Birma | 0:20:1raport | Tajlandia · Junpen Seesraum 15' · Waranya Chaikantree 89' | Shuangliu Sports Center, Chengdu · Widzów: 180 · Sędzia: Wang Jia Chiny |
|                             |       |              |                                                           |                                                                         |

### Grupa B
| Zespół           | Pkt | M | W | R | P | Br+ | Br- | +/- |
| ---------------- | --- | - | - | - | - | --- | --- | --- |
| Chiny            | 7   | 3 | 2 | 1 | 0 | 6   | 0   | +6  |
| Australia        | 6   | 3 | 2 | 0 | 1 | 5   | 2   | +3  |
| Korea Południowa | 4   | 3 | 1 | 1 | 1 | 6   | 3   | +3  |
| Wietnam          | 0   | 3 | 0 | 0 | 3 | 0   | 12  | -12 |

| 19 maja 2010 15:00 UTC+8:00 | Australia · Leena Khamis 29' · Kylie Ledbrook 51' (k.) | 2:01:0raport | Wietnam | Chengdu Sports Centre, Chengdu · Widzów: 1000 · Sędzia: Ri Hyang-ok Korea Północna |
|                             |                                                        |              |         |                                                                                    |

| 19 maja 2010 19:30 UTC+8:00 | Chiny | 0:0raport | Korea Południowa | Chengdu Sports Centre, Chengdu · Widzów: 15000 · Sędzia: Pannipar Kamnueng Tajlandia |
|                             |       |           |                  |                                                                                      |

| 21 maja 2010 15:00 UTC+8:00 | Korea Południowa · Kang Sun-mi 71' | 1:30:0raport | Australia · Kim Carroll 52' · Lisa De Vanna 59' · Samantha Kerr 66' | Chengdu Sports Centre, Chengdu · Widzów: 600 · Sędzia: Sachiko Yamagishi Japonia |
|                             |                                    |              |                                                                     |                                                                                  |

| 21 maja 2010 19:30 UTC+8:00 | Wietnam | 0:50:4raport | Chiny · Li Danyang 8' · Yuan Fan 12' · Zhang Rui 37' · Bi Yan 45+1'(k.) · Han Duan 51' | Shuangliu Sports Center, Chengdu · Widzów: 8500 · Sędzia: Semaksuk Praew Tajlandia |
|                             |         |              |                                                                                        |                                                                                    |

| 23 maja 2010 16:00 UTC+8:00 | Chiny · Zhang Rui 9' | 1:0raport | Australia | Chengdu Sports Centre, Chengdu · Widzów: 11000 · Sędzia: Sachiko Yamagishi Japonia |
|                             |                      |           |           |                                                                                    |

| 23 maja 2010 16:00 UTC+8:00 | Wietnam | 0:50:4raport | Korea Południowa · Yoo Young-a 20' 21' 66' · Cha Yun-hee 28' · Jung Hye-in 36' | Shuangliu Sports Center, Chengdu · Widzów: 1000 · Sędzia: Ri Hyang-ok Korea Północna |
|                             |         |              |                                                                                |                                                                                      |

## Faza pucharowa

### Drzewko
|  |                     |                     |                |                   |       |           |           |       |
|  | Półfinały           | Półfinały           | Półfinały      |                   |       | Finał     | Finał     | Finał |
|  | Półfinały           | Półfinały           | Półfinały      |                   |       | Finał     | Finał     | Finał |
|  | 27 maja - Chengdu   |                     |                |                   |       |           |           |       |
|  |                     |                     |                |                   |       |           |           |       |
|  | Japonia             | Japonia             | 0              |                   |       |           |           |       |
|  | Japonia             | Japonia             | 0              | 30 maja - Chengdu |       |           |           |       |
|  | Australia           | Australia           | 1              |                   |       |           |           |       |
|  | Australia           | Australia           | 1              |                   |       | Australia | Australia | 1 (5) |
|  | 27 maja - Chengdu   |                     |                |                   |       | Australia | Australia | 1 (5) |
|  |                     |                     | Korea Północna | Korea Północna    | 1 (4) |           |           |       |
|  | Chiny               | Chiny               | Korea Północna | Korea Północna    | 1 (4) | 0         |           |       |
|  | Chiny               | Chiny               |                |                   |       |           |           |       |
|  | Korea Północna (d.) | Korea Północna (d.) | 1              |                   |       |           |           |       |
|  | Korea Północna (d.) | Korea Północna (d.) | 1              | Mecz o 3. miejsce |       |           |           |       |
|  |                     |                     |                |                   |       |           |           |       |
|  | 30 maja - Chengdu   |                     |                |                   |       |           |           |       |
|  |                     |                     |                |                   |       |           |           |       |
|  | Japonia             | Japonia             | 2              |                   |       |           |           |       |
|  | Japonia             | Japonia             | 2              |                   |       |           |           |       |
|  | Chiny               | Chiny               | 0              |                   |       |           |           |       |
|  | Chiny               | Chiny               | 0              |                   |       |           |           |       |

W nawiasach podano wyniki po rzutach karnych.

### Półfinały
| 27 maja 2010 16:00 UTC+8:00 | Japonia | 0:1raport | Australia · Kate Gill 45+1' | Chengdu Sports Centre, Chengdu · Widzów: 1200 · Sędzia: Pannipar Kamnueng Tajlandia |
|                             |         |           |                             |                                                                                     |

| 27 maja 2010 19:30 UTC+8:00 | Chiny | 0:1 (d.)0:0, 0:0raport | Korea Północna · Kim Kyong-hwa 109' | Chengdu Sports Centre, Chengdu · Widzów: 12500 · Sędzia: Semaksuk Praew Tajlandia |
|                             |       |                        |                                     |                                                                                   |

### Mecz o trzecie miejsce
| 30 maja 2010 16:00 UTC+8:00 | Japonia · Kozue Ando 18' · Homare Sawa 62' | 2:01:0raport | Chiny | Chengdu Sports Centre, Chengdu · Widzów: 5800 · Sędzia: Hong Eun-ah Korea Południowa |
|                             |                                            |              |       |                                                                                      |

### Finał
| 30 maja 2010 19:30 UTC+8:00 | Australia · Samantha Kerr 19' · Sally Shipard · Kylie Ledbrook · Kate Gill · Heather Garriock · Kyah Simon | 1:1 k. 5:41:0, 1:1raport | Korea Północna · Jo Yun-mi 73' · Jo Yun-mi · Yun Song-mi · Choe Yong-sim · Yu Jong-hui · Mun Chol-mi | Chengdu Sports Centre, Chengdu Widzów: 1200 Sędzia: Sachiko Yamagichi |
|                             | |                          | |                                                                       |

## Nagrody
- Najwartościowsza zawodniczka:  Jo Yun-mi
- Królowa strzelczyń:  Kozue Ando (3 gole)
- Nagroda Fair-play:  Chiny

## Strzelczynie
| 3 gole - Kozue Ando - Homare Sawa - Jo Yun-mi - Yoo Young-a 2 gole - Zhang Rui - Mami Yamaguchi - Samantha Kerr 1 gol - Kate Gill - Kylie Ledbrook - Leena Khamis - Kim Carroll - Lisa De Vanna - Li Danyang - Yuan Fan - Bi Yan - Han Duan | - Azusa Iwashimizu - Aya Sameshima - Aya Miyama - Megumi Kamionobe - Megumi Takase - Manami Nakano - Rumi Utsugi - Yuki Nagasato - Kang Sun-mi - Cha Yun-hee - Jung Hye-in - Jon Myong-hwa - Yun Song-mi - Kim Yong-ae - Kim Kyong-hwa |